# Jacob Marstrand
Jacob Nicolai Marstrand, född 10 augusti 1848 i Köpenhamn, död där 3 juni 1935, var en dansk industriidkare. Han var brorson till Troels Marstrand.
Då Marstrand tidigt blev faderlös, inträdde farbrodern Troels Marstrand i faderns ställe. Efter att ha avlagt preliminärexamen med utmärkelse kom han i bagarlära och tog efter avlagda gesäll- och mästarprov 1874 burskap som bagarmästare i Köpenhamn. Sitt bageri drev han snabbt upp till att bli ett av stadens främsta, och han deltog dessutom med liv i den frisinnade rörelsen i Köpenhamn. År 1883 var han medstiftare av Kjøbenhavns liberale Vælgerforening, 1893 blev han medlem av Köpenhamns borgarrepresentation och var det till 1900, då han som rådman blev medlem av magistraten. Åren 1904–1917 var han borgmästare för magistratens fjärde avdelning och ledde under denna tid den tekniska utvecklingen i den danska huvudstaden. Han är författare till flera småskrifter (Benjamin Franklin, Højskoleforstander Falkenstjerne och C.F. Tietgen).